# Milano e Vincenzo
Milano e Vincenzo è un brano musicale del cantante italiano Alberto Fortis. Il brano, tra i più noti dell'autore, è il primo estratto dall'album Alberto Fortis, e son stati entrambi pubblicati del 1979.

## Il brano
In origine due canzoni distinte (la "Milano" delle strofe e la "Vincenzo" del ritornello) unite da una intuizione del produttore del disco Alberto Salerno; da qui anche il titolo ottenuto unendone i nomi. Le strofe sono una dichiarazione d'amore alla città adottiva di Fortis mentre nei ritornelli il Vincenzo cui fa polemicamente riferimento è Vincenzo Micocci, discografico e talent scout che, nella seconda metà degli anni 1960, aveva fondato a Roma una casa editrice e un'etichetta discografica (distribuita dalla RCA), la IT, che vide il debutto, tra gli altri, di Francesco De Gregori, Rino Gaetano e Antonello Venditti. Infatti era comune pratica (pressoché in tutte le case discografiche) mettere sotto contratto giovani artisti e tenerli in attesa, spesso senza mai realizzare un prodotto; è stato questo "parcheggio" nelle scuderie della IT a provocare la rabbia di Alberto Fortis, e la conseguente canzone.
Successivamente, Fortis ha proposto una versione "emendata" di Milano e Vincenzo in cui, anziché le parole «vive a Roma e che ne sa?», canta «dell'amore che ne sa?». La nuova versione compare nell'album live L'uovo (1991), nelle cui note il cantautore spiega come i suoi versi non fossero diretti contro la popolazione  di Roma,  ma contro «le forme di potere e le burocrazie accentrate» della capitale.
Nel 2009 Micocci, il quale nel frattempo ha fatto pace con il cantautore, pubblica un'autobiografia dal titolo ...Vincenzo io ti ammazzerò, con prefazione scritta dallo stesso Fortis. La riconciliazione è stata cantata il 12 novembre 2010 da Fortis nel programma televisivo I migliori anni, in cui si esibì con una versione modificata di Milano e Vincenzo, cantando «Vincenzo io ti abbraccerò», una settimana dopo la scomparsa del discografico.